# Jan Łomnicki (major)
Jan Łomnicki (ur. 17 października 1894 w Zościnaczach, zm. 17 września 1944 w Iranie) – major piechoty Wojska Polskiego, kawaler Orderu Virtuti Militari.

## Życiorys

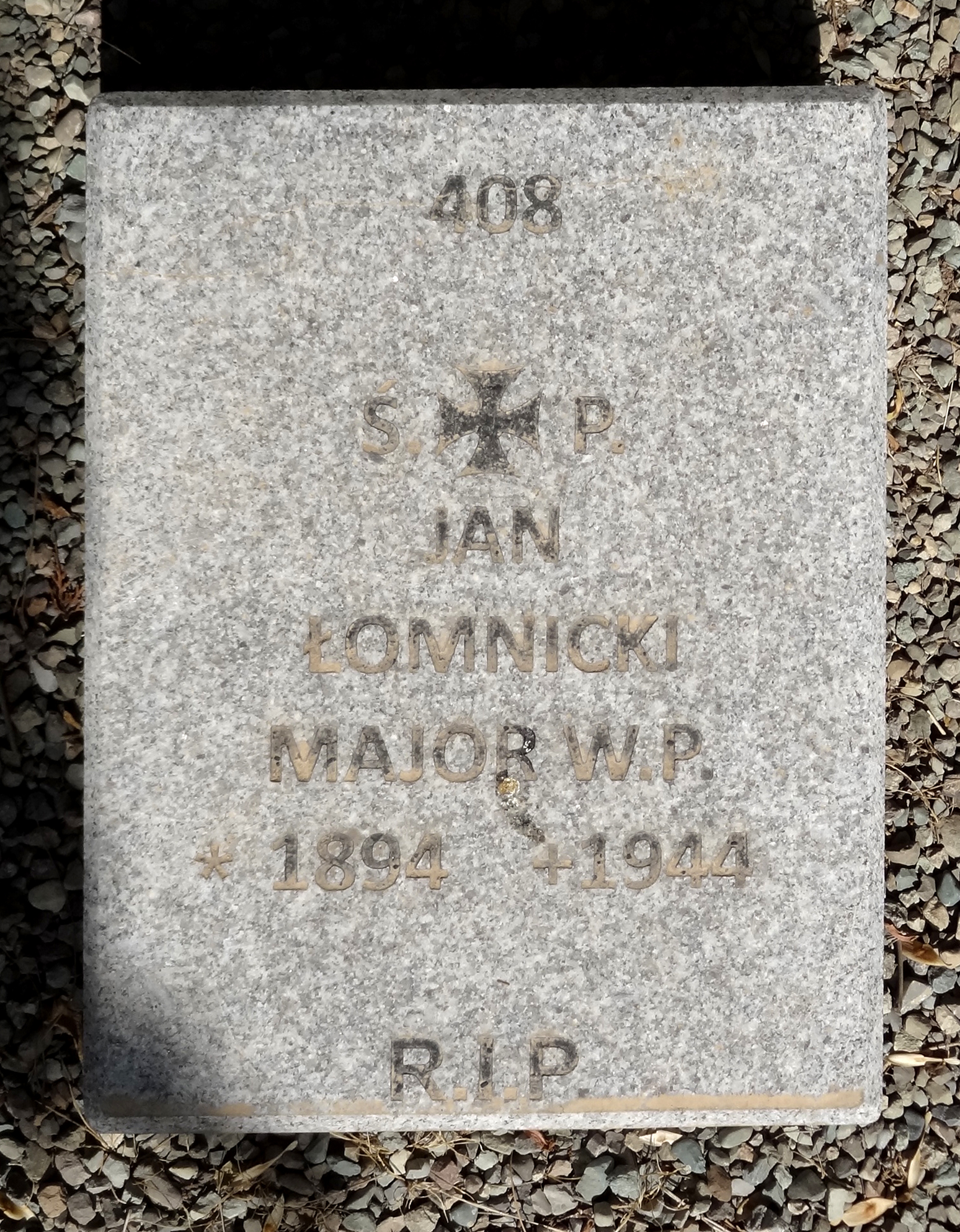
Grób mjra Jana Łomnickiego (po remoncie cmentarza), fot. Ivonna Nowicka

Urodził się 17 października 1894 w Zościnaczach (powiat trembowelski). Był synem Antoniego. Po zakończeniu I wojny światowej, jako były oficer Legionów Polskich został przyjęty do Wojska Polskiego i zatwierdzony w stopniu podporucznika. Brał udział w wojnie polsko-bolszewickiej w szeregach 3 pułku piechoty Legionów, a za swoje czyny otrzymał Order Virtuti Militari. Został awansowany na stopień kapitana piechoty ze starszeństwem z dniem 1 czerwca 1919. W 1923, 1924 był oficerem 32 pułku piechoty w Modlinie. Został awansowany na stopień majora piechoty ze starszeństwem z dniem 1 stycznia 1927. W 1928, jako oficer 32 pułku piechoty, służył w 11 Dywizji Piechoty. W marcu 1932 został przesunięty w 48 pułku piechoty w Stanisławowie ze stanowiska dowódcy batalionu na stanowisko obwodowego komendanta przysposobienia wojskowego. W sierpniu 1935 został przeniesiony do Powiatowej Komendy Uzupełnień Wilejka na stanowisko komendanta. 1 września 1938 kierowana przez niego jednostka została przemianowana na Komendę Rejonu Uzupełnień Wilejka, a zajmowane przez niego stanowisko otrzymało nazwę „komendant rejonu uzupełnień”.
Po wybuchu II wojny światowej 1939, kampanii wrześniowej i agresji ZSRR na Polskę z 17 września 1939 został aresztowany przez Sowietów. Po 1940 był osadzony w obozie jenieckim NKWD w Griazowcu. Na mocy układu Sikorski-Majski z 30 lipca 1941 odzyskał wolność, po czym wstąpił do formowanej Armii Polskiej w ZSRR gen. Władysława Andersa, w której pozostawał majorem. Zmarł 17 września 1944 w Iranie. Został pochowany na Polskim Cmentarzu Wojennym w Teheranie (kwatera VI - rząd 11 - grób 408), który położony jest na terenie cmentarza katolickiego.

## Ordery i odznaczenia
- Krzyż Srebrny Orderu Wojskowego Virtuti Militari nr 7374 – 17 maja 1922[4][19] [20]
- Krzyż Niepodległości –12 maja 1931[21]
- Krzyż Walecznych czterokrotnie
- Złoty Krzyż Zasługi – dwukrotnie: po raz pierwszy 19 marca 1931[22]
- Medal Pamiątkowy Wielkiej Wojny (Francja)